# Plagiobryum piliferum
Plagiobryum piliferum är en bladmossart som beskrevs av Potier de la Varde 1955. Plagiobryum piliferum ingår i släktet puckelmossor, och familjen Bryaceae. Inga underarter finns listade i Catalogue of Life.